# Phalangonyx bibatillatus
Phalangonyx bibatillatus är en skalbaggsart som beskrevs av Rudolph Petrovitz 1955. Phalangonyx bibatillatus ingår i släktet Phalangonyx och familjen Melolonthidae. Inga underarter finns listade i Catalogue of Life.